# Curage (BTP)
Ne doit pas être confondu avec curage.

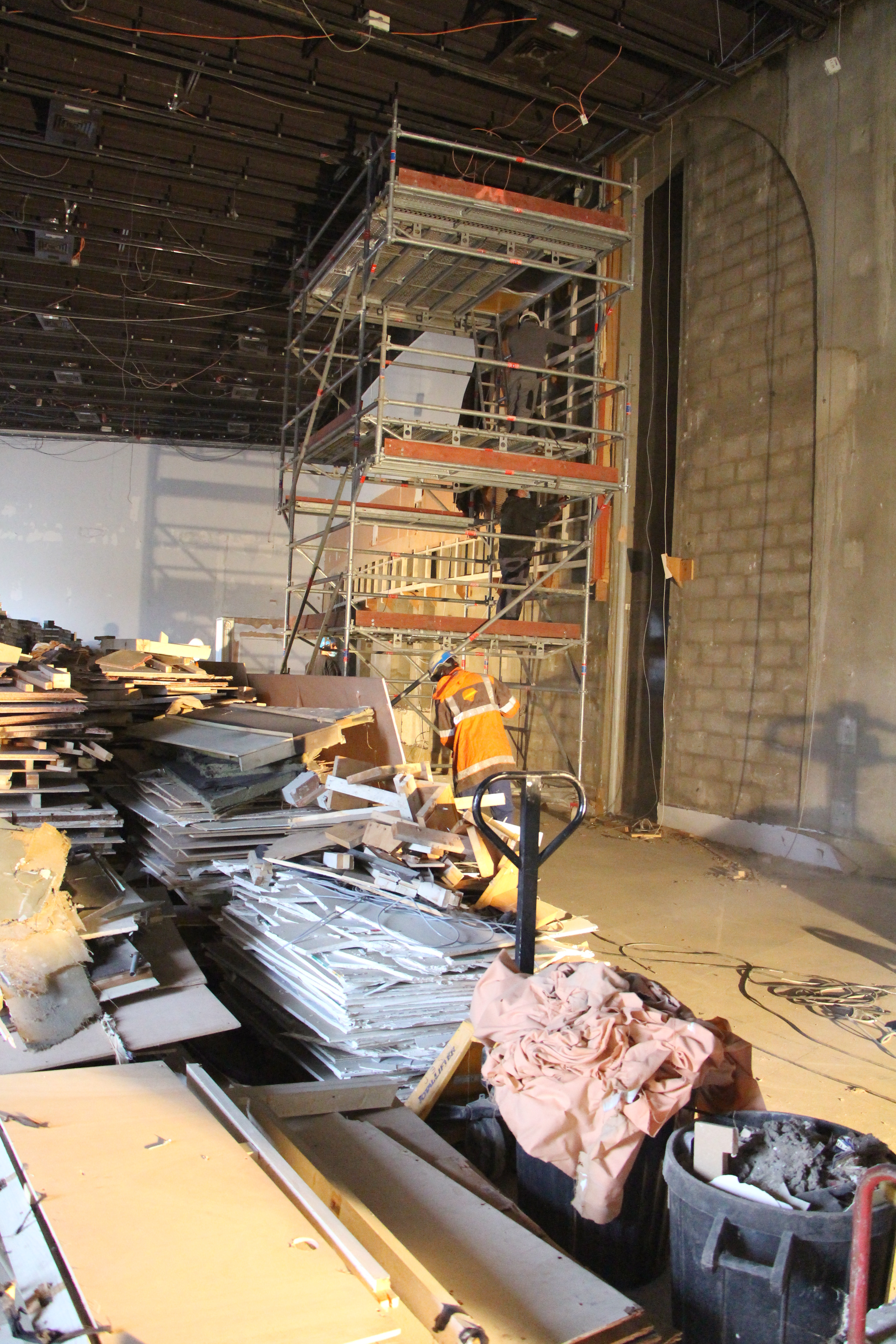
Travaux de curage (Grand Palais) en vue de l'installation d' une nouvelle exposition, gestion des déchets sur chantier.

Dans le domaine de l'architecture et du BTP, le curage consiste à « déshabiller » tout ou une partie d’un local ou d’un bâtiment, afin de livrer nue, sa structure porteuse pour être rénové, réhabilité (ou démoli selon le sens pris en urbanisme).
Pour un immeuble, il s’agit donc de déposer l’ensemble des éléments de second œuvre.  A savoir les faux plafonds et faux planchers, les cloisons non porteuses et autres doublages et divers coffrages, les matériaux isolants, les revêtements de sols, les menuiseries intérieures (et extérieures si l’opération vise à démolir l’édifice) et agencements divers, les diverses installations techniques : électricité, plomberie, CVC, SSI, etc., pour laisser uniquement la structure porteuse.
Le tracé exact des réseaux est préalablement détecté, les couches superposées de revêtements de sols ou de doublages périphériques, etc.  Ce qui permet d’affiner le projet et de faire chiffrer au plus juste les différents lots (spécialités) de rénovation et de limiter les travaux spéciaux ultérieurs, ou de préparer la démolition de la partie concernée du gros œuvre.
Le curage “vert” consiste à retirer intégralement les volumes intérieurs du bâtiment qui ne sont pas amiantés ou en contact avec des matériaux amiantés. Cela peut être des revêtements muraux, des équipements, des sièges, des marchepieds et autres. Par contraste, le curage dit “rouge” consiste au retrait des éléments en contact avec de l’amiante ou autre élément dangereux qui doit être fait en zone dépressurisée.

## Contexte réglementaire
L’activité de curage s’est particulièrement spécialisée ces vingt dernières années, du fait d'évolutions réglementaires, sanitaires du travail et de l'habitat, elles sont liées aux préoccupations environnementales (enjeux de tri et de valorisation des déchets du bâtiment).
La gestion des déchets BTP diversement valorisés oblige le tri des déchets de construction pour de nombreux matériaux, comme le métal, le verre, le bois, le béton, le plastique ou encore le plâtre. A chaque niveau national européen, la loi impose, pour les surfaces hors œuvre brute supérieures à 1000 m2, la réalisation d’un diagnostic déchet avant une démolition, une déconstruction ou une réhabilitation lourde. Cette obligation s’applique également aux bâtiments ayant fabriqué ou distribué des substances dangereuses. À partir de juillet 2021, cette obligation est applicable aux projets de réhabilitation dont le montant est supérieur à 25 % de la valeur vénale des bâtiments réhabilités. Ce diagnostic déchets devra obligatoirement être réalisé par un organisme habilité.

### Labels et évolution

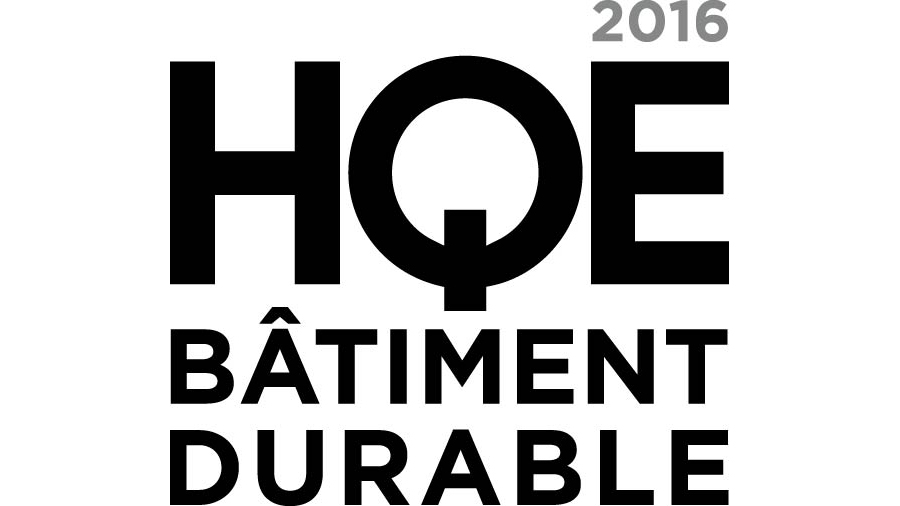
La certification HQE. Elle traduit un équilibre entre respect de l’environnement (énergie, carbone, eau, déchets, biodiversité…), qualité de vie et performance économique par une approche globale.

Différents labels de déconstruction (HQE etc.) imposent désormais des pratiques particulières dans la conduite des travaux (pour limiter les nuisances sur chantier et pour le voisinage) et dans le traitement des déchets. Ainsi, les maîtres d’ouvrage émettent des cahiers des charges (charte chantier vert) dont les ambitions dépassent bien souvent les objectifs réglementaires.
L’évolution de la réglementation a également généré des évolutions technologiques. L’usage de plus en plus fréquent des maquettes numériques 2D et 3D dynamiques (appelés BIM, « Building Information Modeling ») sur les chantiers est en train de s’étendre progressivement aux métiers de la déconstruction. Cela aboutit à des technologies spécialisées dans ce domaine, comme le développement des « Ressource Information Modeling » (RIM), un outil calqué sur le BIM qui permet de modéliser les ressources et matériaux existants dans le bâtiment en vue de leur réutilisation et de leur recyclage.
On parle également aujourd’hui de nouveaux principes constructifs (comme, l’« architecture réversible ») afin d’anticiper dès leur conception les problématiques de fin de vie des bâtiments.

### Le développement du métier de cureur
Au fil de ces évolutions, le métier de cureur s’est spécialisé, notamment à mesure que le terme « déconstruction » a commencé, depuis les années 2010, à être plus utilisé dans le secteur que celui de « démolition ». Contrairement à la démolition qui détruit indistinctement le bâti et ses composants, la déconstruction consiste en un démantèlement sélectif du bâtiment permettant d’identifier puis de trier les matériaux et les ressources pouvant être réutilisés et recyclés. Cette activité s’inscrit donc dans une démarche d’économie circulaire.

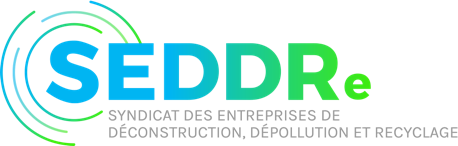
Le SEDDRe regroupe près de 250 membres, 65 partenaires et représente 7500 salariés et 1,3 milliard d’euros de chiffre d’affaires. Il est membre adhérent de la FFB et regroupe, en une structure unique en France, les acteurs chargés de la préparation de la seconde vie des bâtiments.

Cette « nouvelle voie » a mené à la création en 2018 du Syndicat des entreprises de déconstruction, dépollution et recyclage (SEDDRe), par la fusion entre le Syndicat national des entreprises de démolition et les Syndicats des recycleurs du BTP. Ce nouveau syndicat, affilié à la Fédération française du bâtiment, marque un changement significatif dans le secteur en associant les métiers de la déconstruction avec ceux de la gestion des déchets.
Pour autant, le métier de cureur reste encore aujourd’hui relativement confidentiel. Le terme curage renvoie dans les moteurs de recherche davantage à des problématiques de désengorgement de canalisations qu’à celles de curage de bâtiment évoquées ici. De plus, la nomenclature des codes d’activité de l’INSEE (codes NAF) ne liste nulle part le métier de cureur.
Pendant longtemps, aucune filière de formation n’existait réellement pour ce métier, hormis un certificat de qualification professionnelle de « préparateur en démolition » apparu au début des années 2000. Ce CQP est par ailleurs en cours d’évolution vers une formation d’opérateur curage, à l’initiative du syndicat SEDDRe. Il fallut attendre 2019 avant l’apparition d’une qualification Qualibat dédiée au curage des bâtiments (qualification professionnelle 1161). Portée par la Fédération française du bâtiment et la SEDDRe, elle a vocation à valoriser le savoir-faire et les compétences de cette profession hautement spécialisée mais peu connue.

### Déroulement type d'un chantier de curage

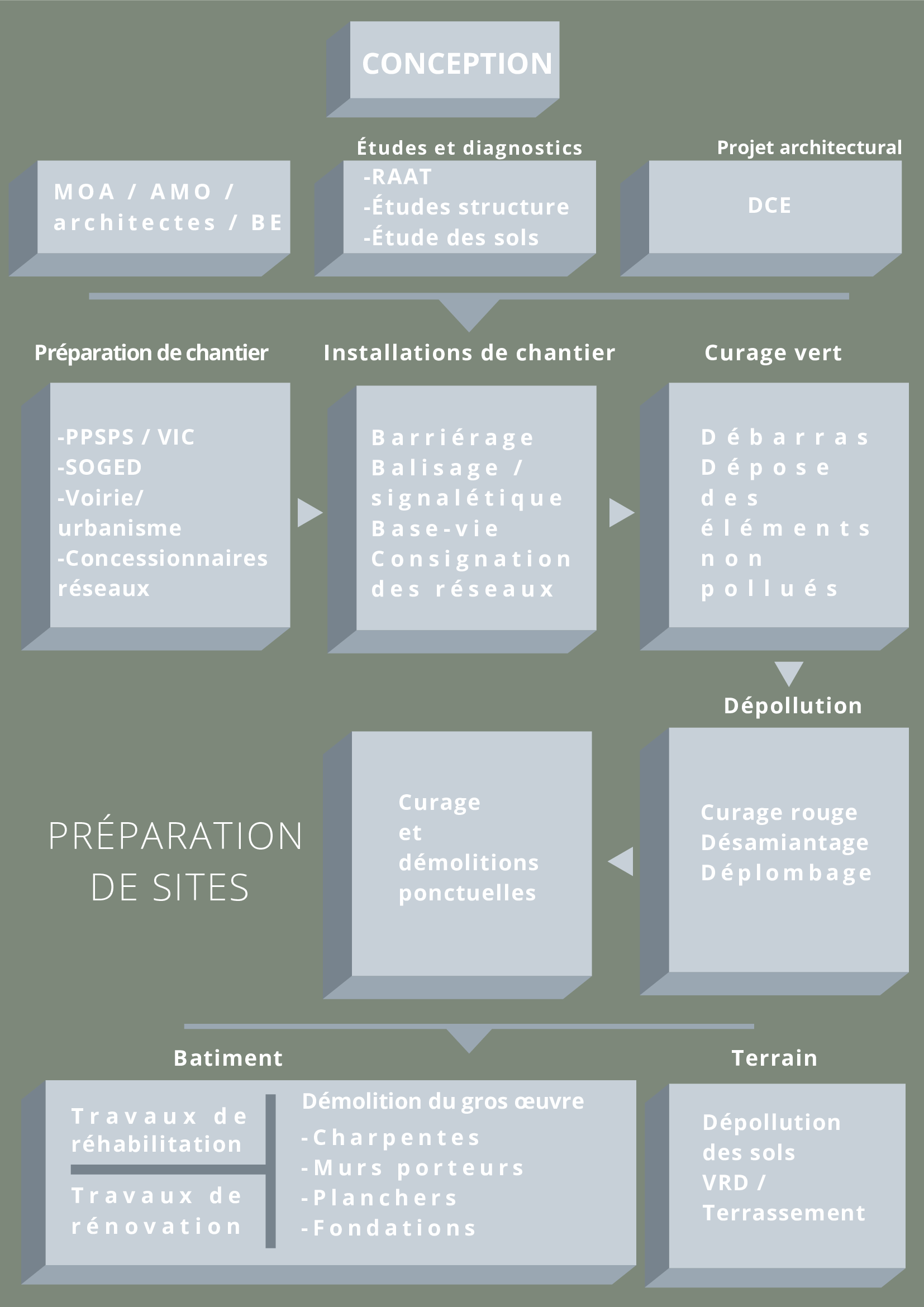
Déroulement type d'un chantier de curage.

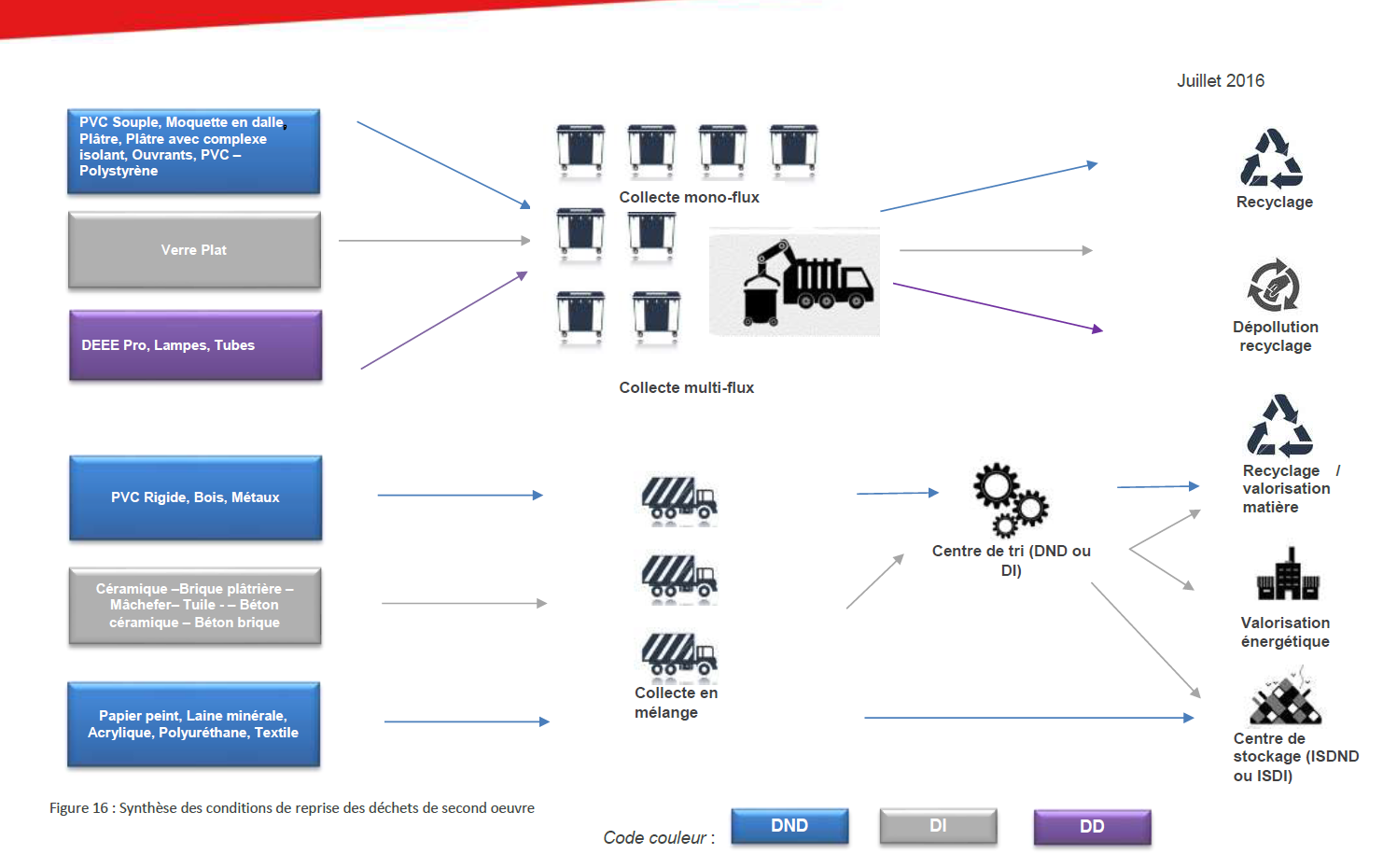
Schéma récapitulant les conditions de reprise des déchets de second œuvre.

Une opération de curage se déroule typiquement en plusieurs étapes clés : 
La préparation : un chantier de déconstruction sélective nécessite une préparation plus importante que les chantiers de démolition effectués il y a encore quelques années. Plusieurs étapes sont nécessaires, comme le repérage de l’amiante avant travaux (RAAT), le diagnostic déchets, ou encore le schéma d’Organisation et de Gestion des Déchets (SOGED).
Les déposes diverses : principalement réalisées à l’aide d’outils manuels (contrairement à la démolition de gros œuvre, qui est extrêmement mécanisée), la structure de coûts de ce métier est principalement composée de coûts de main d’œuvre.
Le tri et le conditionnement des déchets : il faut choisir en amont les différentes filières de traitement des déchets suivant la nature et le volume des matériaux à déposer, puis choisir les contenants optimaux pour chaque filière (sacs à gravats, big bags, palettes, containers, bennes, etc.).
L’évacuation des déchets : une fois triés et conditionnés, les déchets sont évacués, soit par coltinage manuel, soit à l’aide de divers dispositifs (goulottes, treuils…) ou engins (chariot élévateur, tire-palettes, etc.), suivant la configuration des lieux.
Le transport et le traitement des déchets : les déchets sont enfin acheminés vers les exutoires prévus en amont (cf. SOGED) pour être soit enfouis, soit incinérés, soit recyclés, soit réemployés.
 

### Compétences requises
Le métier de cureur est un métier complet, qui implique la dépose de l’ensemble des ouvrages de second œuvre, tous corps d’état confondus, mais aussi technique, car il nécessite une connaissance des techniques de pose. C’est une activité manuelle, difficile et qui comprend de nombreux facteurs de pénibilité, comme l’exposition aux poussières, aux fumées, au bruit et aux vibrations, et la manipulation d’outils et de matériaux dangereux (comme la silice cristalline, le plomb, l’amiante ou encore les fibres minérales).
Le métier comprend également des risques, comme les chutes de hauteur et le développement de troubles musculo-squelettiques (TMS).
L’activité de curage comprend donc des exigences en matière de formation, de gestion des risques et d’organisation. Les employeurs cherchent souvent à adopter de nouveaux outils afin d’améliorer le confort et la productivité de leurs employés (ex : pelles bi-énergie, recycleurs d’air…).

## Positionnement métier

### Savoir à qui s’adresser: Le cureur
Faire appel à un organisme de curage spécialisé permet de gagner du temps sur le planning total du chantier et de sécuriser la qualité d’exécution. Mobiliser une seule et même équipe pour déposer l'ensemble des lots de second œuvre (y compris les lots techniques) permet de gagner en efficacité lors du démarrage du chantier. On évite ainsi la co-activité de plusieurs corps d’état qui risquent de se gêner mutuellement, et on livre un environnement de travail libéré pour les intervenants suivants.
| Savoir-faire |

| Limites |